# Peter Warren Dease
Peter Warren Dease, né le 1er janvier 1788 à Michilimackinac, Michigan aux États-Unis et mort le 17 janvier 1863 à Montréal (Canada), est un marchand de fourrures et explorateur canadien de l'Arctique, célèbre pour ses expéditions avec Thomas Simpson.

## Biographie

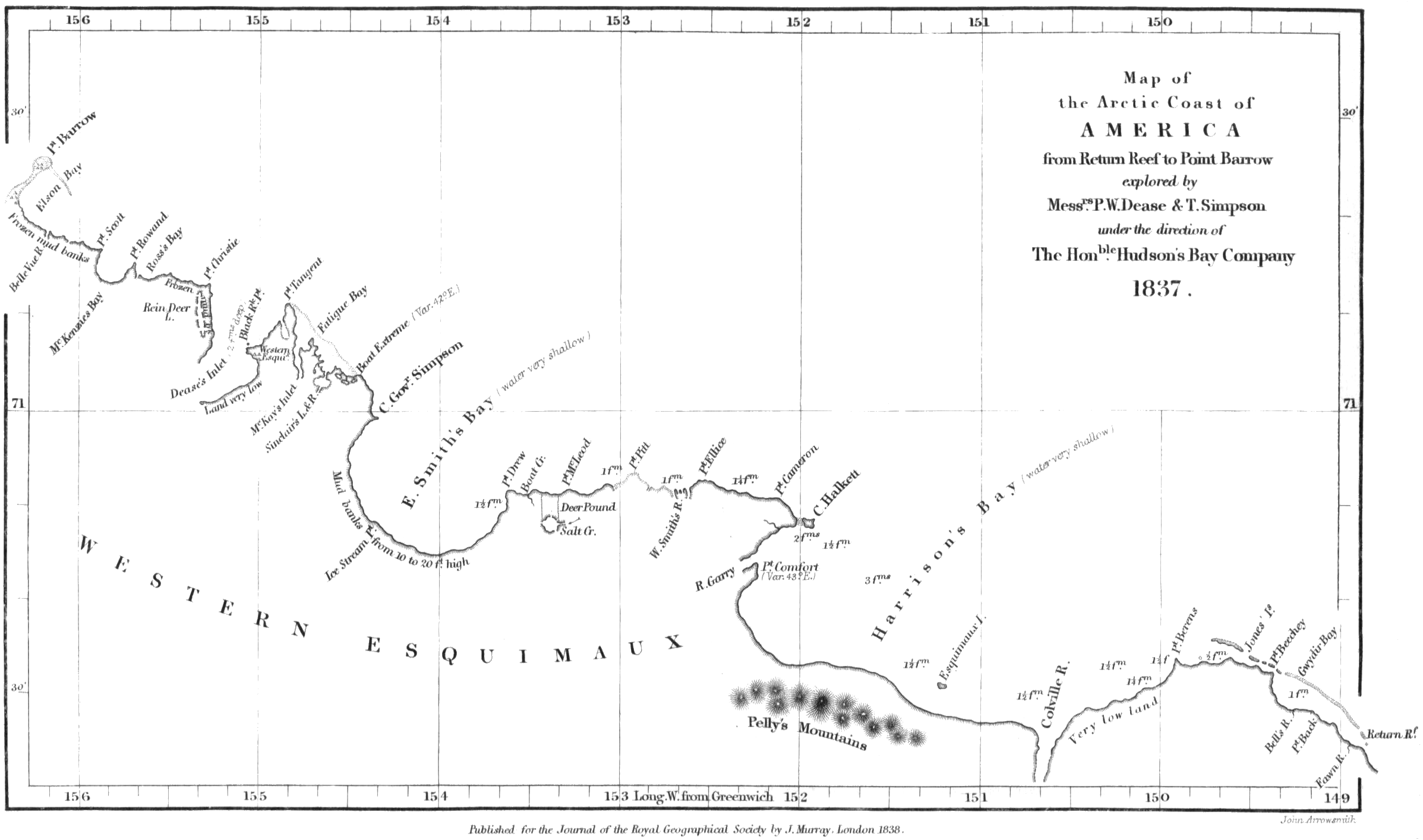
Carte réalisée par Dease à la suite de son expédition de 1837.

Au service de la Compagnie du Nord-Ouest puis pour celle de la Baie d'Hudson, Dease prend part de 1825 à 1827 à la seconde expédition arctique de John Franklin. 
De 1836 à 1839, il accompagne Thomas Simpson de Fort Garry (auj. Winnipeg) à l'embouchure du Mackenzie. Ils reconnaissent alors les côtes du cap Simpson au cap Barrow dont Simpson prend possession au nom du roi. 
Toujours avec Simpson, auquel s'est joint John Rae, Dease complète en 1839 les recherches de George Back en parcourant la Coppermine jusqu'à son embouchure. 
Un détroit du Grand-Nord canadien porte son nom. 
Jules Verne mentionne l'expédition Dease-Simpson dans ses romans Les Aventures du capitaine Hatteras (partie 1, chapitre VI) et Le Pays des fourrures (partie 1, chapitre X). 